# Anne-Marie Desmeules
Anne-Marie Desmeules, née à Montréal en 1981, est une poète québécoise. Elle habite à Lévis.

## Biographie
Anne-Marie Desmeules est née à Montréal en 1981. Enfant et adolescente, elle a souvent déménagé. Elle a vécu entre Lévis et Notre-Dame-du-Lac, au Témiscouata, pour finalement s'établir à Lévis. Elle a commencé à écrire de la poésie alors qu'elle était à l'école secondaire. Elle est titulaire d'une maîtrise en études littéraires de l'Université Laval, où elle a entrepris un doctorat sous la direction de Michaël Trahan, et a été récipiendaire d'une bourse Vanier,.
Desmeules publie son premier recueil de poésie, Cette personne très laide qui s'endort dans mes bras, aux éditions de L'Hexagone en 2017. En 2018, elle est finaliste au Prix de poésie Radio-Canada pour la suite poétique Bouleaux,.
Son second recueil, Le tendon et l'os, parait l'année suivante aux éditions de L'Hexagone et se mérite un des Prix littéraires du Gouverneur général ainsi que le Prix des libraires,. Qualifié de « mise en scène impeccable de la relation amour-haine que peut ressentir une mère pour son enfant », l'ouvrage de Desmeules aborde « la maternité d’un point de vue sombre et non conventionnel »,.
En 2020, elle publie son troisième recueil, Nature morte au couteau chez Le Quartanier : « Poète des contrastes, des idées, situations ou sentiments qui s’entrechoquent souvent dans un même vers, Anne-Marie Desmeules a franchi avec Nature morte au couteau une étape l’amenant vers une écriture plus ample, démontrant un souffle nouveau, cherchant l’équilibre ».
On dit de Desmeules qu'elle est une poète « de l’intime et de la nature, [qu' ]elle aime plus que tout manier la lumière et l’ombre, la violence et la parole guérisseuse » et que « Non seulement la prose poétique lui permet-elle de transcender une certaine anxiété, mais s'y ajoute la pratique des arts martiaux, qui, pour elle, est « vraiment une façon d’être incarnée […] »,.
Elle a également fait paraitre des textes en revues et coréalisé plusieurs spectacles multidisciplinaires à Montréal, Québec et Caraquet.

## Œuvres

### Poésie
- Cette personne très laide qui s'endort dans mes bras, Montréal, éditions de L'Hexagone, 2017, 82 p. (ISBN 9782896480968)
- Le tendon et l'os, Montréal, éditions de L'Hexagone, 2019, 79 p.  (ISBN 9782896481125)
- Nature morte au couteau, Montréal, Le Quartanier, 2020, 156 p.  (ISBN 9782896985241)
- Envies, Montréal, Le Quartanier, 2022, 136 p.  (ISBN 9782896986279)

## Prix et honneurs
- 2018 - Finaliste au Prix de poésie Radio-Canada pour la suite poétique Bouleaux[5]
- 2019 - Prix littéraires du Gouverneur général pour Le tendon et l'os[8]
- 2020 - Prix des libraires pour Le tendon et l'os[9]